# Wiktor Kanewski
Wiktor Izrailowycz Kanewski, ukr. Віктор Ізраїльович Каневський, ros. Виктор Израилевич Каневский, Wiktor Izrailewicz Kaniewski (ur. 3 października 1936 w Kijowie, zm. 25 listopada 2018) – ukraiński piłkarz pochodzenia żydowskiego, grający na pozycji napastnika, reprezentant Związku Radzieckiego, trener. W 1988 wyemigrował do USA.

## Kariera piłkarska

### Kariera klubowa
Wychowanek piłkarskiej szkoły młodzieży w Kijowie. Pierwszy trener Mychajło Korsunski. W 1952 trafił do drużyny amatorskiej Maszynobudiwnyk Kijów. W 1954 został piłkarzem pierwszoligowego Dynama Kijów, z którym zdobył: mistrzostwo ZSRR w 1961 oraz puchar w 1964. W latach 1961–1964 był kapitanem drużyny. Z 80 bramkami był klubowym rekordzistą Dynama. W 1977 jego rekord pobił Ołeh Błochin. Po ostatnim sukcesie zdecydował się opuścić Dynamo. Po dwóch miesiącach pracy trenerskiej w Metałurhu Zaporoże powrócił na boisko jako gracz Czornomorca Odessa, ale po dwóch sezonach w wieku 30 lat zdecydował się zakończyć karierę piłkarską.

### Kariera reprezentacyjna
30 sierpnia 1958 zadebiutował w reprezentacji Związku Radzieckiego w spotkaniu towarzyskim z drużyną Czechosłowacji (2:1). Był też powołany do reprezentacji w 1962 na mistrzostwa świata w Chile. Łącznie zaliczył 5 występów w kadrze ZSRR.

## Kariera trenerska
Po zakończeniu kariery zawodniczej trenował drużyny Metalist Charków, Bukowyna Czerniowce oraz Dnipro Dniepropietrowsk. Na stanowisku asystenta trenera zdobył z Pachtakorem Taszkent awans do Wyższej Ligi ZSRR. W 1978 był selekcjonerem juniorskiej reprezentacji ZSRR. Po udanej pracy na tym stanowisku miał wyjechać trenować reprezentację Algierii jednak ostatecznie uniemożliwiono mu wyjazd za granicę. Kanewski złożył następnie podanie o umożliwienie mu wyjazdu do Izraela, jednak również odmówiono mu prawa do opuszczenia kraju. W konsekwencji poddawany był represjom: został wykluczony z partii i pozbawiony tytułu Mistrza Sportu ZSRR. Przez kilka lat pracował na budowie. Dopiero w 1983 dzięki pomocy Walerego Łobanowskiego otrzymał zgodę na zatrudnienie w trzecioligowym Dynamie Irpień. W 1987 jako asystent trenera Tawriji Symferopol miał udział w jej awansie do Pierwszej Ligi. W listopadzie 1988 wyemigrował do Stanów Zjednoczonych. Zamieszkał na Brooklynie, był współwłaścicielem prywatnej szkoły piłkarskiej w Nowym Jorku.
25 listopada 2018 zmarł w Bristolu (stan Connecticut) w wieku 82 lat.

## Sukcesy i odznaczenia

### Odznaczenia
- tytuł Mistrza Sportu ZSRR: 1959
- tytuł Zasłużonego Trenera Uzbeckiej SRR: 1972